# 太陽の征服
オペラ《太陽の征服 Победа над солнцем》は、1913年にサンクトペテルブルクのルナ・パルクで初演されたロシア未来派の合作オペラ。本作は、文学・楽譜・絵画の相似性を狙った綜合芸術であったと伝えられる。「ネロとカリギュラが同居する人物」「タイムトラベラー」「新しきもの」「電話好き」といった綺想天外な登場人物が主役を張った。
台本は、未来派の詩人アレクセイ・クルチョーヌイフによってザーウミ語（заумный язык）で書かれ、音楽はミハイル・マチューシンが、舞台はカジミール・マレーヴィチが担当した。さらにヴェリミール・フレーブニコフによって前口上が付け足された。上演は芸術集団「青年同盟（Союз Молодежи）」によって行われた。